# Pedro León Arboleda
Pedro León Arboleda, né le 13 septembre 1926 à Yarumal (Antioquia) et mort le 28 juillet 1976 à Santiago de Cali (Valle del Cauca), est un homme politique, journaliste et guérillero colombien. Il rallie le Parti communiste de Colombie - Marxiste-léniniste (PCC-ML), et  cofondateur de l'Armée populaire de libération (Colombie).

## Biographie
Né au sein d'une famille catholique, il poursuit ses études primaires dans sa ville natale. Ses études secondaires se font à Sincelejo chef-lieu du département de Sucre, et en tant qu'ané de la famille, il embrasse le sacerdoce avec des études religieuses dans un séminaire.
Pedro León est expulsé de la communauté pour ses idées trop progressistes à l'égard de l'église catholique. Il étudie la philosophie et la littérature à l'Université d'Antioquia. Il s'adonne à la poésie, devient traducteur et exerce la profession de journaliste dans deux quotidiens nationaux el relator de Cali et Política y algo más de Bogotá, journaliste traducteur de la presse française engagée, proche du nadaïsme philosophie du néant.
C'est à cette époque qu'il commence à participer à un cercle littéraire dirigé par Gonzalo Arango Arias et son talent pour la poésie. Fondateur du premier syndicat de journalistes en Colombie et grâce à sa personnalité révolutionnaire et combattante, il est nommé président de la Fédération colombienne des journalistes (FECOLPER), principale organisation de journalistes en Colombie

### Engagement
Entre 1965 et 1968, la branche armée du Parti communiste de Colombie - Marxiste-léniniste (PCC-ML) et l'Armée populaire de libération ( EPL ) subissent la perte de dirigeants nationaux importants comme Pedro Hernando Vásquez Rendón (premier secrétaire général et commandant (EPL), Francisco Garnica Narváez  (Palmirano, responsable de la guérilla défaillante du Valle del Cauca), Ricardo Torres, Carlos Alberto Morales, Aldemar Londoño et Bernardo Ferreira Grandet.
La direction politique de l'organisation désigne Pedro León Arboleda successeur de Vásquez Rendón en tant que secrétaire général du parti et Libardo Mora Toro au  Comité central, réduit à six membres. En décembre 1971, Libardo Mora Toro meurt au combat dans le nord-ouest de la région d'Antioquia. Le PCC-ML remet à Pedro León Arboleda la responsabilité armée du front rural de l'EPL, du sud-ouest et à l’ouest d'Antioquia, et devient l'homme le plus recherché du pays.

### Disparition
Le 28 juillet 1976, à l'aube, la demeure où se trouve Pedro León Arboleda avec d'autres partisans, dans le quartier Vipasa de la ville de Cali, est encerclée par l'armée. Un échange de tirs conduit à sa perte.

### Hommage
- En sa mémoire, plusieurs organisations politiques et militaires du PCC-ML, de l'EPL et des organisations maoïstes portent son nom, ainsi qu'un Comando Pedro León Arboleda ou Comando PLA, appartenant à l'EPL.
- Après sa mort, le PCC-ML procède à une évaluation critique de l'activité de Pedro León Arboleda en tant que secrétaire général du Parti.